# Norton Model 50-serie
De Norton Model 50-serie is een serie 350cc-motorfietsen die het Britse merk Norton produceerde van 1933 tot 1939 en van 1956 tot 1967.

## Voorgeschiedenis
Norton had in 1922 haar eerste kopklepmotoren gebouwd, maar het beperkte zich tot zware modellen van de 500cc-Model 18-serie en de 600cc-Model 19-serie. In 1927 had Walter Moore de Norton CS1-fabrieksracer gebouwd en in 1928 volgde de 350cc-versie daarvan, de Norton CJ1. Met die 350cc-racer boekten Tim Hunt, Jimmie Guthrie, Jimmie Simpson en Stanley Woods grote successen in de Junior TT.

## Model 50 (1933-1939)
Het was dan ook logisch om een 350cc-model uit te brengen. Het werd een verkleinde versie van het Norton Model 18, waarvan de meeste onderdelen overgenomen werden. Edgar Franks ontwikkelde de 350cc-modellen 50 en 55. Het Model 50 werd al geleverd met elektrische verlichting, een elektrische claxon en diverse andere accessoires, waar soms extra voor betaald moest worden, zoals een snelheidsmeter van Smiths.

### Motor
De motor was een dwarsgeplaatste, luchtgekoelde staande eencilinder stoterstangen-kopklepmotor met een boring van 71 mm, een slag van 88 mm en een cilinderinhoud van 348,4 cc. De brandstofvoorziening werd verzorgd door een Amal-carburateur met twist grip control en de ontsteking door een Lucas-magneet die achter de cilinder zat en die werd aangedreven vanaf de inlaatnokkenas. Als klanten elektrische verlichting bestelden werd de magneet vervangen door een magdyno. De motor had een dry-sump-smeersysteem. In 1938 werd de motor gemoderniseerd. De klepveren werden helemaal ingesloten en de stoterstangen kwamen schuin te staan.

### Transmissie
Vanaf de krukas dreef een ketting de koppeling en de Sturmey-Archer-vierversnellingsbak aan. Op die versnellingbak zat ook de bediening van de koppeling en de kickstarter. Ook het achterwiel werd door een ketting aangedreven.

### Rijwielgedeelte
Het Model 50 had een open brugframe met het blok als dragend deel. Voor zat een girder-schommelvoorvork met een frictiedemper en een frictie-stuurdemper, achtervering was er niet. Voor en achter zaten trommelremmen.

## Afbeeldingen

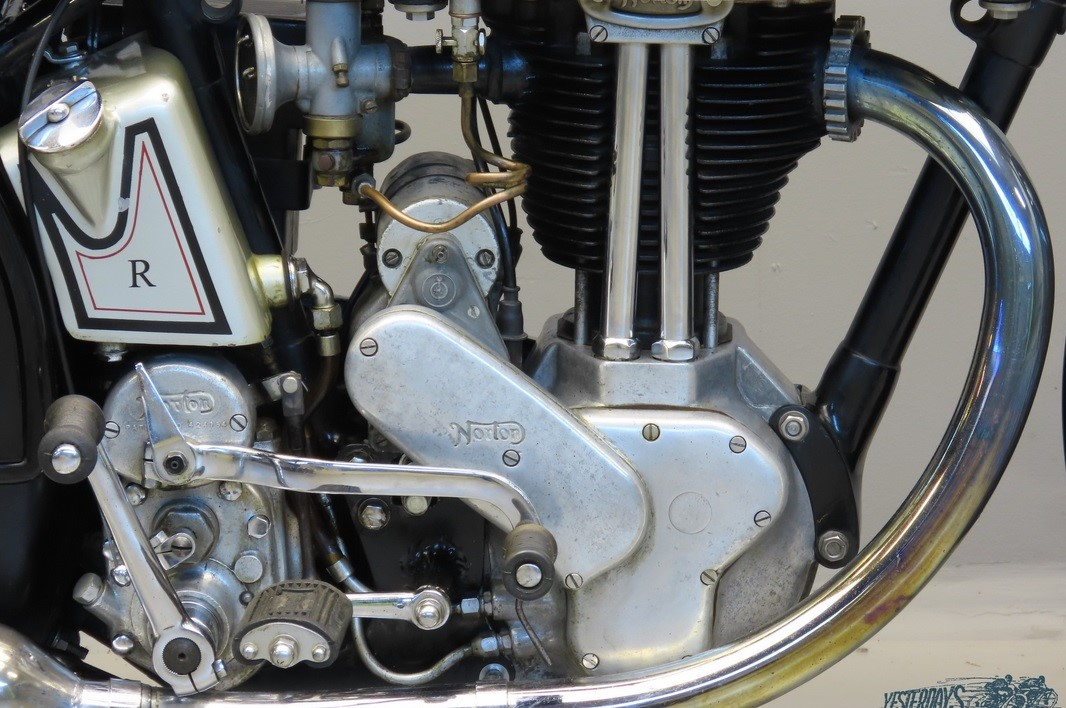
De rechterkand van het motorblok in 1938, met de schuinstaande stoterstangen in buisjes opgeborgen, de versnellingsbak met kickstarter en het schakelpedaal. De ontstekingsmagneet zat vanaf het begin achter de cilinder, maar in 1938 was elektrische verlichting al normaal en daarom heeft dit blok een magdyno.
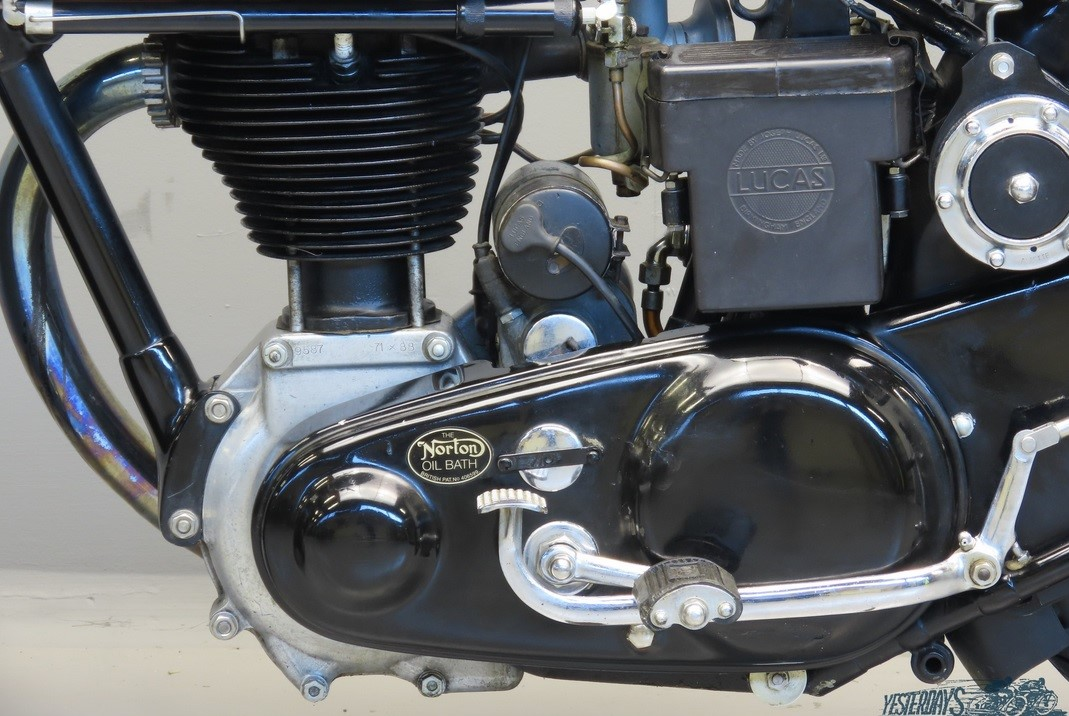
De linkerkant van het blok met de kettingkast voor de primaire aandrijving, het rempedaal, de magdyno en de accu. Helemaal rechts de claxon.
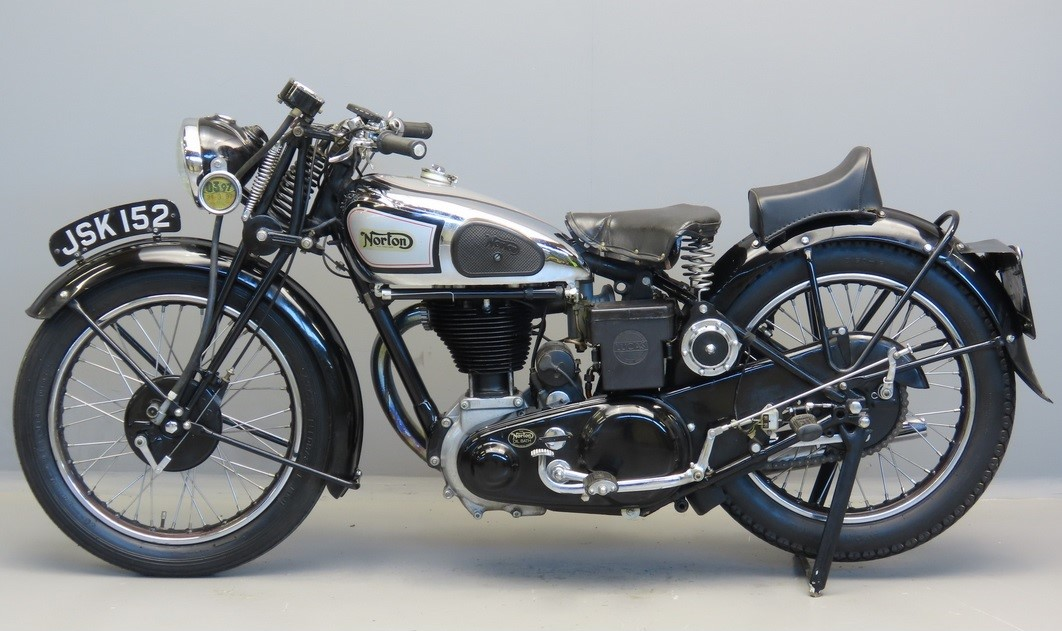
Model 50 uit 1938
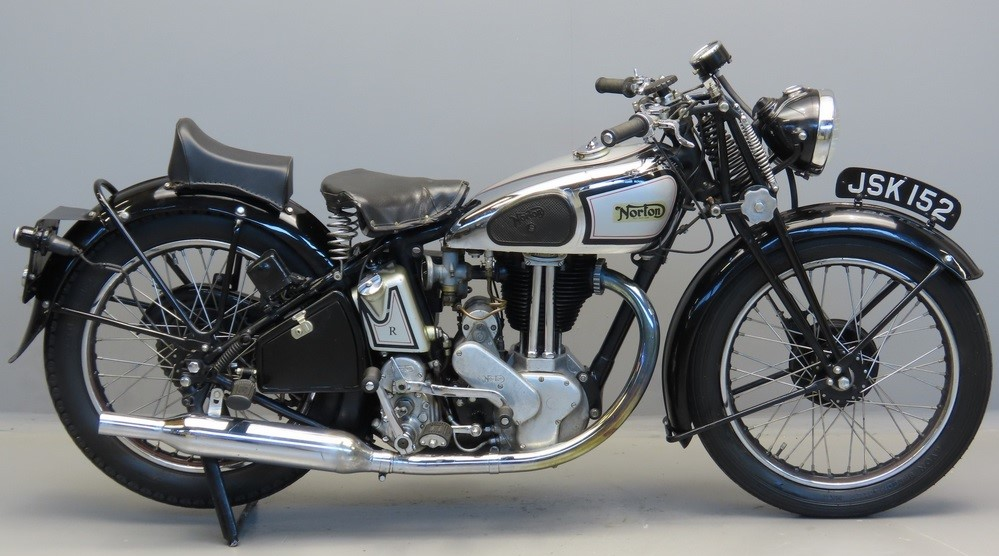
Model 50 uit 1938

## Model 55 (1935-1939)
In de jaren dertig bracht Norton enkele modellen met dubbele (Twin Port) uitlaatpoorten uit. Deze machines kregen ook twee uitlaten. Het was een modeverschijnsel. Qua vermogen leverde het systeem niets op. Zo was het Norton Model 22 de Twin Port-versie van de Norton ES2 en het Norton Model 20 die van het Norton Model 18. Het Model 55 was de 350cc-versie van het Model 20 en daardoor ook de Twin Port-versie van het Model 50.

## Model 50 (1956-1963)
In 1953 was Norton overgenomen door Associated Motor Cycles. Dat had ook de merken AJS en Matchless, die door badge-engineering erg op elkaar leken. Norton opereerde nog tamelijk zelfstandig binnen dit concern en dat was wellicht de reden dat men in 1956 toch weer met een 350cc-model kwam, dat weer de naam Model 50 kreeg. AMC zat eigenlijk niet verlegen om een 350cc-model want het leverde al de Matchless G3/LS en het AJS Model 16MS. Er was natuurlijk veel gemoderniseerd, zoals de swingarm-achtervork die een duozadel mogelijk maakte en de door Norton zelf ontwikkelde Roadholder-telescoopvork. In 1959 kreeg de machine het Norton-featherbed frame, dat in 1961 werd vervangen door het daarvan afgeleide slimline frame. De productie eindigde in 1963.

## Afbeeldingen

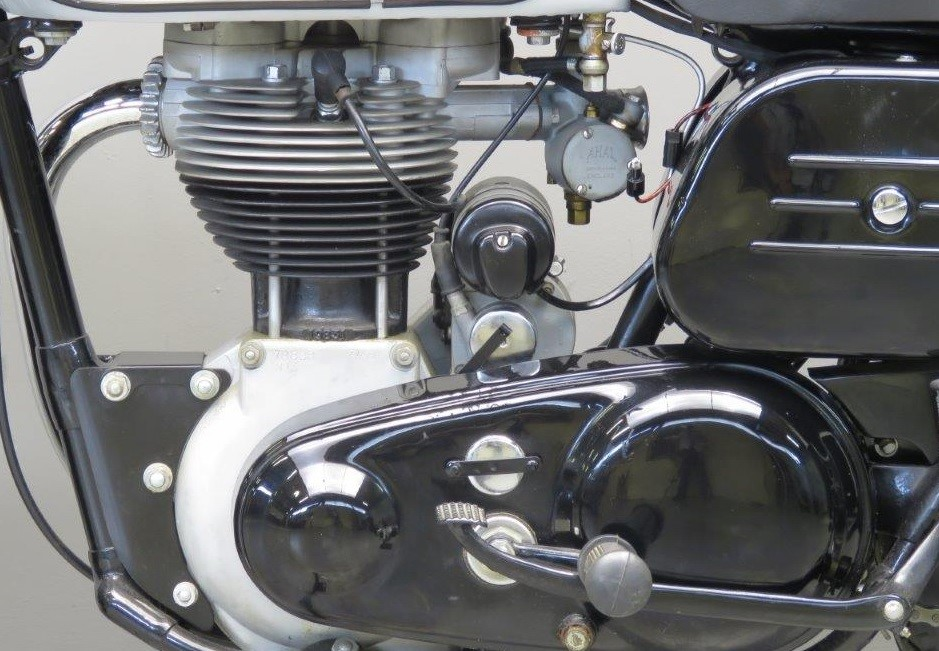
Linkerkant van het blok in 1958. In 1959 zou de magdyno vervangen worden door een Alternator op de krukas en de ontstekingsmagneet door een accu/bobineontsteking.
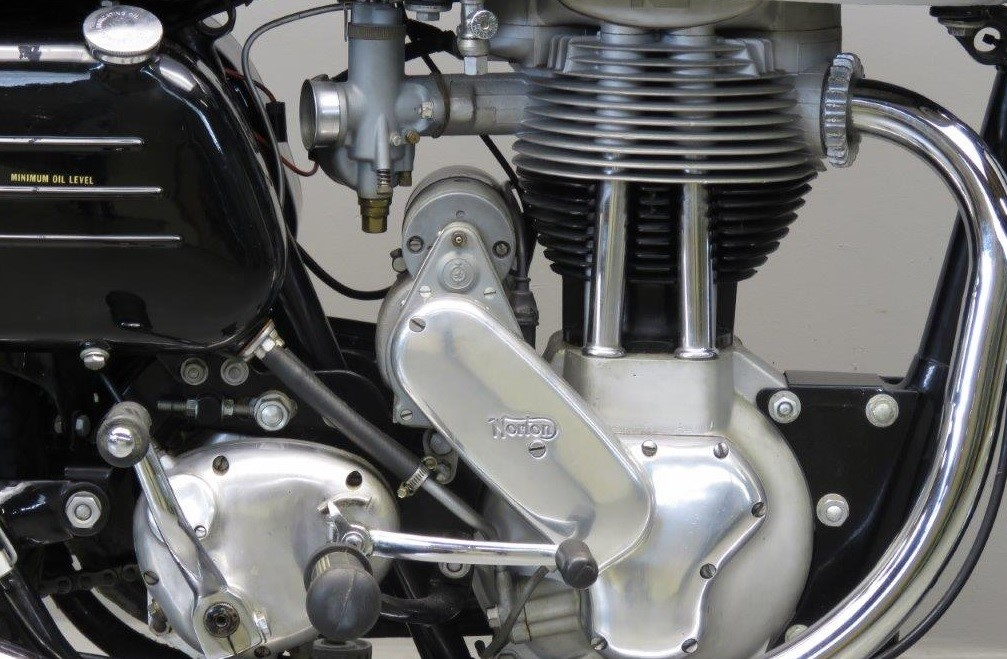
De na-oorlogse modellen kregen een Norton-vierversnellingsbak
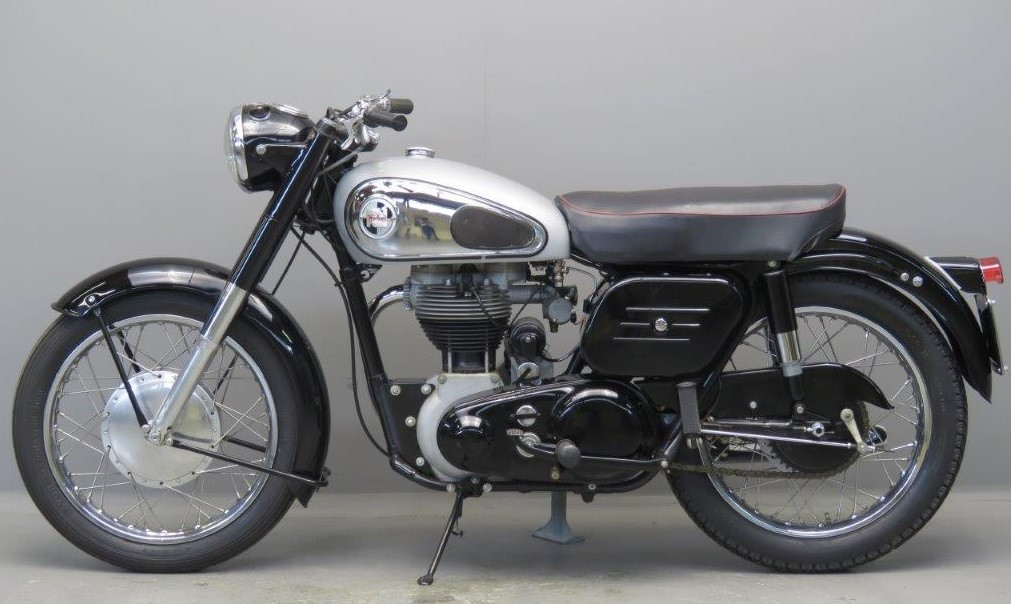
Model 50 uit 1958. In 1959 kreeg de machine het featherbed frame.
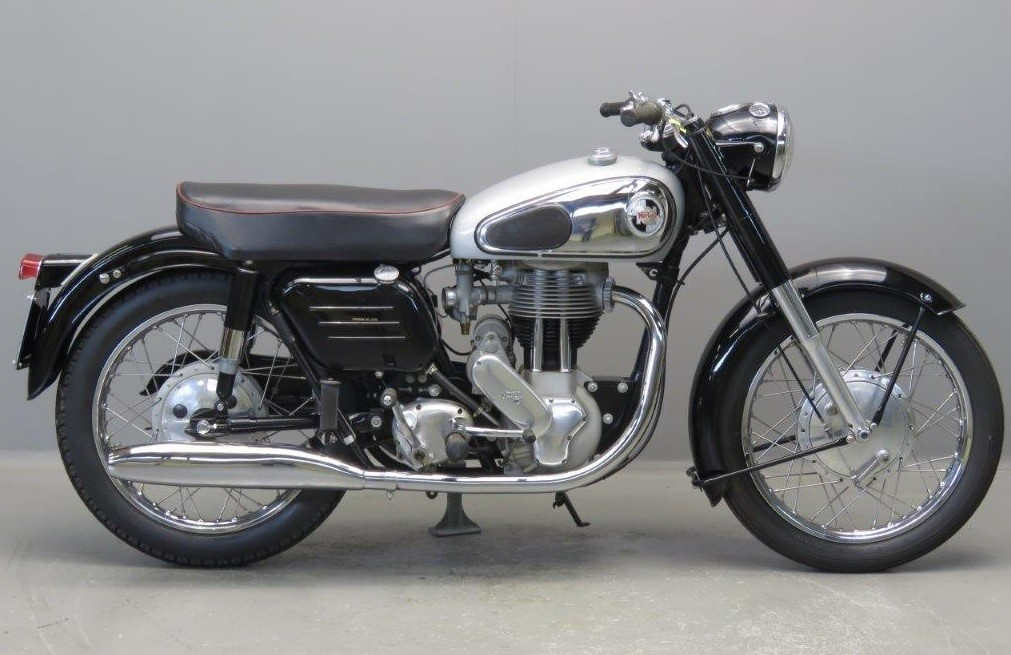
Model 50 uit 1958, met swingarm, duozadel en roadholder fork.

## Model 50 Mk 2 (1964-1966)
In 1964 verscheen toch het Model 50 Mk 2. Norton zelfs had intussen de Norton Navigator uitgebracht, een 350cc-paralleltwin. Associated Motor Cycles wilde misschien wel doorborduren op de goede naam van het Model 50, maar een nieuwe machine werd niet ontwikkeld. Zoals de Norton ES2 Mk 2 een Matchless G80 met Norton-logo op de tank was, was het Model 50 Mk2 een Matchless G3/LS met Norton-logo. De machine werd geen verkoopsucces omdat klanten de "truc" met het logo doorhadden.

## Einde productie
Toen Associated Motor Cycles in 1966 failliet ging en werd overgenomen door Manganese Bronze Holdings en Norton werd opgenomen in Norton-Villiers werden sommige Norton-modellen nog doorgeproduceerd, maar het Model 50 Mk 2 niet.

## Niet veel overlevenden
Van de verschillende uitvoeringen van het Model 50 bestaan niet veel exemplaren meer. De verkoopcijfers lagen vooral voor de Tweede Wereldoorlog niet heel hoog, maar vooral de exemplaren vanaf 1959 zijn vaak gesloopt om hun featherbed frame. Dat werd dan weer gebruikt om hybride-motorfietsen te bouwen. Vooral Tritons werden veel gebouwd: (Triumph-blok in Norton-frame), maar er kwamen ook Hedtons (Hedlund-Norton), Norbsa's (Norton-BSA) en Norvins (Norton-Vincent). Om het frame te "oogsten" werden liever niet de zware en dure Norton-modellen gesloopt.

## Technische gegevens
| Norton                 | Model 50                            | Model 55                            | Model 50                                                                        | Model 50 Mk 2                       |
| ---------------------- | ----------------------------------- | ----------------------------------- | ------------------------------------------------------------------------------- | ----------------------------------- |
| Periode                | 1933-1939                           | 1935-1939                           | 1956-1963                                                                       | 1964-1966                           |
| Categorie              | Toer                                | Toer                                | Toer                                                                            | Toer                                |
| Motortype              | Stoterstangen kopklepmotor          | Stoterstangen kopklepmotor          | Stoterstangen kopklepmotor                                                      | Stoterstangen kopklepmotor          |
| Bouwwijze              | Dwarsgeplaatste staande eencilinder | Dwarsgeplaatste staande eencilinder | Dwarsgeplaatste staande eencilinder                                             | Dwarsgeplaatste staande eencilinder |
| Koeling                | Lucht                               | Lucht                               | Lucht                                                                           | Lucht                               |
| Boring                 | 71 mm                               | 71 mm                               | 71 mm                                                                           | 74 mm                               |
| Slag                   | 88 mm                               | 88 mm                               | 88 mm                                                                           | 81 mm                               |
| Cilinderinhoud         | 348,4 cc                            | 348,4 cc                            | 348,4 cc                                                                        | 348,4 cc                            |
| Carburateur(s)         | Amal met twistgrip control          | Amal met twistgrip control          | Amal Concentric                                                                 | Amal Monobloc                       |
| Ontsteking             | Lucas magneet of Magdyno            | Lucas magneet of Magdyno            | Lucas Magdyno, vanaf 1959: accu/bobine                                          | Accu/bobine                         |
| Smeersysteem           | Dry-sumpsysteem                     | Dry-sumpsysteem                     | Dry-sumpsysteem                                                                 | Dry-sumpsysteem                     |
| Compressieverhouding   | 7:1                                 | 7:1                                 | Onbekend                                                                        | Onbekend                            |
| Max. Vermogen          | Onbekend                            | Onbekend                            | 18 pk bij 6.000 tpm                                                             | 18 pk bij 6.000 tpm                 |
| Topsnelheid            | Onbekend                            | Onbekend                            | 120 km/uur                                                                      | 120 km/uur                          |
| Primaire aandrijving   | Ketting                             | Ketting                             | Ketting                                                                         | Ketting                             |
| Koppeling              | Meervoudige natte plaat             | Meervoudige natte plaat             | Meervoudige natte plaat                                                         | Meervoudige natte plaat             |
| Versnellingen          | 4                                   | 4                                   | 4                                                                               | 4                                   |
| Secundaire aandrijving | Ketting                             | Ketting                             | Ketting                                                                         | Ketting                             |
| Rijwielgedeelte        | Brugframe                           | Brugframe                           | Semi-dubbel wiegframe, vanaf 1959: Featherbed frame, vanaf 1960: Slimline frame | Semi-dubbel wiegframe               |
| Voorvork               | Girder                              | Girder                              | Norton Roadholder                                                               | Norton Roadholder                   |
| Achtervork             | Star                                | Star                                | Swingarm                                                                        | Swingarm                            |
| Voorrem                | Trommelrem                          | Trommelrem                          | Trommelrem                                                                      | Trommelrem                          |
| Achterrem              | Trommelrem                          | Trommelrem                          | Trommelrem                                                                      | Trommelrem                          |
| Tankinhoud             | 11,4 liter                          | 11,4 liter                          | Onbekend                                                                        | 17 liter                            |
| Droog gewicht          | Onbekend                            | Onbekend                            | ca. 170 kg                                                                      | ca. 170 kg                          |